# Taunton (Massachusetts)
Taunton – miasto w Stanach Zjednoczonych, w stanie Massachusetts, w hrabstwie Bristol.

## Religia
- Parafia Matki Bożej Królowej Różańca Świętego

## Miasta partnerskie
- Taunton
- Angra do Heroismo
- Lagoa (Azory)